# سیارک ۱۲۳۹۷
سیارک ۱۲۳۹۷ (به انگلیسی: 12397 Peterbrown، نامگذاری:1995FV14) دوازده هزار و سیصد و نود و هفتمین سیارک کشف شده‌است که در ۲۷ مارس ۱۹۹۵ کشف شد.
قدر مطلق سیارک برابر ۳۵.۴ است.